# Charles Leber du Carlo

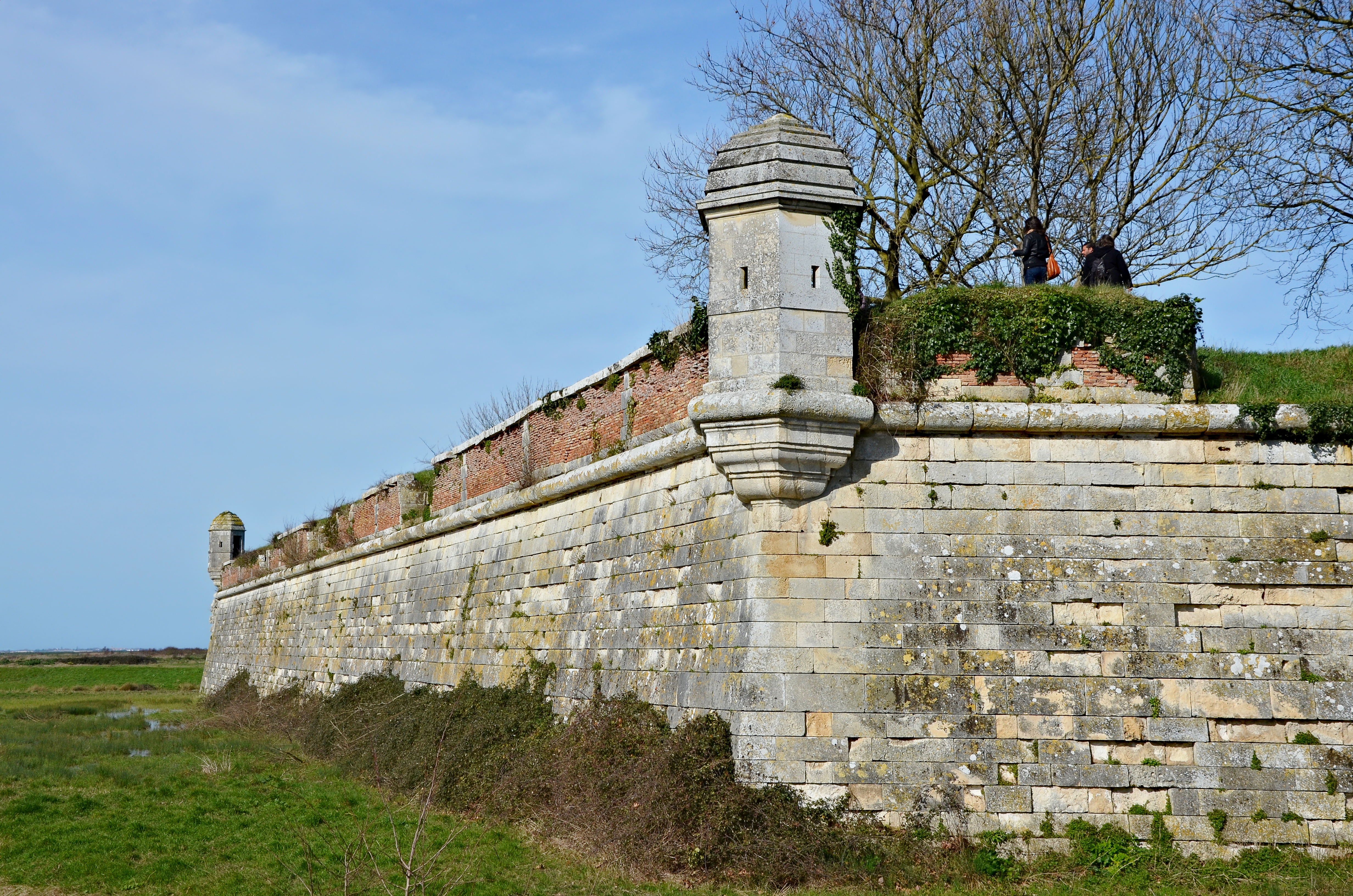
Remparts de Brouage.

Charles Leber du Carlo (1590-1629) est un cartographe, ingénieur et géographe du roi français. Il est actif comme cartographe à Brouage. Richelieu lui demande de faire des cartes lors du siège de La Rochelle en 1627. Samuel de Champlain est son protecteur et lui donne une maison héritée de son oncle Guillaume Allène et lui vend la maison maternelle. Il n'est nullement impliqué dans la formation de Samuel de Champlain comme cartographe.

## Situation familiale
Charles Leber du Carlo est le fils de Charles Leber du Carlo. Ce dernier est mentionné en 1592 comme fonctionnaire fiscal pour l'entrée de produits divers dans le port de Brouage. La famille est originaire d'un fief appelé Le Carlot, au nord-est de Saint-Agnant, ville située à 13 km de Brouage. On le surnommait alors le capitaine Carle. Originaire de Brouage, Samuel de Champlain était un ami de Du Carlo père, étant tous les deux, capitaines de la marine royale . On a peu d'information sur la carrière du père. On sait qu'il était « sergent-major et commissaire général chargé de l'armement de l'escadre de la milice chrétienne qui se joint à celle de Saint-Luc» (Sottas, 1914 : 172). Il était capitaine de la marine royale comme Samuel de Champlain. L'historien Jimmy Vigé a bien recensé les minutes des notaires de Brouage. Ainsi, le 12 juillet 1616, Charles Leber du Carlo fils, et  son épouse, Maire Bellot, assistent au baptême de Madeleine. Le 17 septembre 1617, c'est la naissance de Louis. Le 24 janvier, 1619, c'est au tour de Catherine d'être baptisée. Fait intéressant pour Catherine, c'est René de Rivery de Potonville, deuxième personnalité de la ville, qui est son parrain.  Rappelons que ce dernier était compagnon de Champlain dans l'armée royale de Bretagne. Membre de l'Ordre de Malte, il présenta Aymar de Chaste à Champlain en 1601.

## L'œuvre cartographique de Charles Leber du Carlo
1. Plan d'un projet de Charles Leber du Carlo, pour actualiser l'enceinte de Brouage, réalisée par Robert de Chinon[4].
2. Plan de Brouage avec le dessin de ce qui c'y peut faire / par de Carlo, ingénieur et géographe ordinaire du Roy, par Du Carlo (15..-16.. ; ingénieur). Cartographe Éditeur [s.n.], 1627[5]
3. « La Rochelle est soutenue par l'Angleterre en tant que ville protestante, mais aussi pour freiner le développement de la marine française. Georges Villiers, duc de Buckingham (orthographié en français de l'époque « Bouquingan ») quitte le port de Portsmouth (que le cardinal appelle « Porsemus » dans ses Mémoires) avec 110 vaisseaux et 8 000 hommes, et débarque sur l'île de Ré le 12 juillet 1627. Informé, Richelieu réagit immédiatement. Il débute le siège de la ville et fait fortifier les îles de Ré et de Oléron ». Source: Wikipédia:  Siège de La Rochelle. C'est dans ce contexte que Charles Leber du Carlo a la confiance de Richelieu. Il dresse deux cartes (3 et 4) en vue du siège de La Rochelle. 
Carte de l'île d'Olleron et de la côte de Brouage / par du Carlo, ingénieur et géographe ordinaire du Roy, Auteur : Du Carlo (15..-16..; ingénieur). Cartographe, Date d'édition : 1627[6].
4. Plan de la ville et des environs de La Rochelle (détail), ensemble des forts, redoutes et lignes de communication, digue et palissades que le Roy y a fait faire pour l'environner : [estampe], Graveur: Tavernier, Melchior (1594-1665). Du Carlo (15..-16.. ; ingénieur). Dessinateur du modèle, Paris, chez Melchior Tavernier, 1628[7].
5. Indice de ce qui est remarquable en ce plan du fort et desseins du retranchement du bourg du Château de l'Isle d'Olleron... / le tout par deCarlo, ingénieur et géographe ordinaire du Roy[8].
6. Bataille de Saint-Martin-de-Ré, Île de Ré et La Rochelle, 1625 LE GRAND COMBAT OV MONSIEVR / DE MONTMORANCY ADMIRAL DE FANCE [sic] / continua sa victoire sur les Huguenots Rebelles devant / Saint Martin de Ré. /...1625[9].
7. Titre:  Carte hydrographique des côtes de Bretagne, Guienne / et de partie de l'Espagne / par Du Carlo, ingénieur et géographe ordinaire du Roy[10].

## Les remparts de Brouage
En 1627, Richelieu désire refaire les remparts de Brouage. À travers la correspondance on remarque que Du Carlo a la confiance de Richelieu. Le 20 mars 1627, celui-ci écrit: « On ne peut envoyer Argencourt, mais envoyer un plan de tout, les difficultés marquées. On vous résoudra de tout.  Votre capacité, celle de La Fitte, de Charles (Du Carlo) et l'ingénieur que vous avez, sont plus que suffisants». Et le 17 mai: « Je juge, avec vous, qu'il est nécessaire d'achever les dehors de Brouage, et que ce travail se fasse en deux mois, selon Charles le promet ». Du Carlo avait imaginé ce plan qui n'a pas été retenu, les bastions à orillons sont alors passés de mode.

## Charles Leber du Carlo, urbaniste et investisseur
Éliane et Jimmy Vigé, auteurs du livre  Brouage, un grand port oublié, mentionnent :
« À l'origine, lorsqu'on avait tracé le plan de la ville, il n'avait pas prévu d'emplacement pour le marché et les vendeurs avaient pris l'habitude d'installer leurs étalages dans la grande rue. En 1619, le gouverneur Saint-Luc trouva que ce déballage n'était pas très commode pour les habitants et surtout pouvait porter préjudice à la sécurité en entravant les mouvements de troupes. On chercha donc un terrain non bâti qui pût servir à l'établissement d'un marché et Charles Leber, sieur Du Carlo, en proposa un. C'est lui qui, à ses frais, fit construire les bâtiments suivant un plan très simple: une petite place centrale entourée de boxes attribués aux différents commerçants, la partie est étant réservée à la boucherie. Bien entendu, Du Carlo percevait des droits pour la location des emplacements… Le plus souvent, les boutiques n'appartenaient aux commerçants: la location des échoppes constitue en effet un appoint pour les propriétaires de maisons... ».
Jimmy Vigé ajoute cette information: 
« le 30 juin 1619, le gouverneur par une ordonnance, décrète la création d'un marché en cette place (les rues Noire, des Remparts et Notre-Dame ), Charles Leber s'engage à faire construire et bâtir une boucherie et poissonnerie, avec des boutiques propres pour y servir les denrées et la marchandise qui se débitent audit marché » 

Carte de 1612, publié dans ses récits de 1613.

## Ses liens avec Samuel de Champlain
Samuel de Champlain n'a pas étudié la cartographie ni avec Charles Leber du Carlo, père ou son fils comme il est mentionné trop souvent.  Le père n’apparaît à Brouage qu'en 1617. Quant au fils, il est présent à Brouage qu'en 1620 . En 1617, Champlain est déjà formé depuis longtemps, soit depuis 1598 dans l'armée royale de Bretagne, véritable école de cartographie. De plus, l'historiographie a souvent confondu le père et le fils. L'historien Jules Sottas a étudié les états militaires de Brouage de 1620. Il y a bien deux Leber du Carlo, le père et son fils. Le père agit alors comme aide-major et le second comme commissaire d'artillerie. Nicole Fiquet émet également l'hypothèse que Champlain aurait étudié à une académie dirigée par Thomas Platter. De fait, cette académie est fondée par l'écuyer Salomon de la Broue après 1594. À cette époque, Champlain est déjà enrôlé dans l'armée royale de Bretagne par François d'Espinay, de Saint-Luc, gouverneur de Brouage.
Quant à Heidenreich, il émet l'hypothèse que Du Carlo ait connu Guillaume Allène ce qui expliquerait le don à Du Carlo, de la maison de Champlain de La Jarne, héritée de son oncle. Incidemment Guillaume Allène meurt en 1601 et Leber du Carlo, père fait son apparition à Brouage qu'en 1617. Il conclut qu'il est impossible que Leber du Carlo fils, fût le professeur de cartographie de Champlain. De fait, Champlain a appris la cartographie dans le Service des Logis de l'armée royale de Bretagne. De passage à Paimpol il a rencontré le cartographe anglais Ralph Treswell. Les deux hommes se connaissaient.

## Les propriétés de Charles Leber du Carlo

### Maison de Brouage acquise de Samuel de Champlain
Le 23 mars 1626, Samuel de Champlain vend à Charles Leber du Carlo, sa maison natale, héritée de sa mère, acte dans les minutes du notaire Tronson. Champlain demeurait alors rue de la Marche, dans le Marais du Temple, paroisse Saint-Nicolas-des-Champs.

### Don de la maison de Samuel de Champlain située à La Jarne
Extrait d'un don d'un domaine de Samuel de Champlain, située à La Jarne, à 10 km de La Rochelle, à Charles Leber du Carlo, le 9 décembre 1625:
« Samuel Champelain (Champlain), écuyer, capitaine pour le Roi en la Marine du Ponant et lieutenant pour M. le duc de Ventadour en la nouvelle France, demeurant à Paris aux Marais du Temple, rue de la Marche, paroisse Saint-Nicolas des Champs : donation à Charles Le Bert, sieur du Carlo, ingénieur et géographe du Roi et sergent major "en" Brouage, y demeurant, se trouvant actuellement à Paris des droits qu'il peut avoir à cause d'une donation à lui faite à Cadix, par Guillaume Allène, Marseillois et acceptation de ladite donation par Charles Le Bert. sieur de Charlot ».
Il s'agit d'une propriété de vignes de 12 hectares, située à La Jarne près de La Rochelle, que Champlain avait reçue de Guillaume Allène par testament le 2 juillet 1601. Léo Leymarie cite un extrait:
« Pour la bonne et vray amour naturelle que a tousjours portée et porte le dict sieur de Champlain audict sieur du Carlot, et aussy que tel est bon plaisir et volonté d'ainsi le faire, transportant, dessaisissant, voullant, etc. ».

## Second mariage
Le 21 juin 1629, du Carlo épouse Marie Pena. Elle est la fille du médecin de la régente Marie de Médicis, Lazare Pena.  Du Carlo tout comme Champlain ont leurs entrées à la Cour. On se rappellera que Champlain avait un ami, René-Pierre Chartier, médecin des filles d'Henri IV.   Autre lien intéressant avec Champlain, est celui de François d'Espinay, Sieur de Saint-Luc qui le recrute pour joindre l'armée de Bretagne vers 1593-94. Or Leber du Carlo est écuyer de son fils, Timoléon d'Epinay, seigneur puis marquis de Saint-Luc.  On remarque que Leber du Carlo est maintenant sergent-major, titre qu'avait son père.

## Décès de Charles Leber du Carlo
Selon les informations trouvées par Jimmy Vigé dans les registres paroissiaux de Brouage, Du Carlo fils serait né dans les années 1590. Il aurait environ 10 ans de moins que Champlain. Du Carlo meurt assez jeune, laissant des enfants en bas âge. Deux actes du notaire Gouin, l'un du 23 mars 1629 où étant commissaire de l'artillerie, il afferme son droit de visite des navires à Brouage, l'autre du 26 novembre 1629 citant le curateur « des enfants mineurs de feu Charles Leber sieur du Carlo » permettent de situer sa mort entre ces deux dates.

## Conclusion
Charles Leber du Carlo et Samuel de Champlain sont certainement des intimes. Samuel de Champlain était un ami de son père. Il y a d'ailleurs beaucoup d'affinités entre Champlain et Charles Leber du Carlo. D'abord, ils sont des citoyens de la ville de Brouage. Les deux sont formés en cartographie dans l'armée. L'un comme ingénieur et commissaire d'artillerie et le second comme cartographe dans le Services des Logis de l'armée royale de Bretagne. Du Carlo est un proche de Timoléon d'Espinay de Saint-Luc. Quant à Champlain il est recruté dans l'armée vers 1593 par son père François d'Espinay de Saint-Luc. Ils sont tous les deux d'excellents dessinateurs et cartographes. Tous les deux portent des noms de terres, Sieur du Carlo, fait référence à une terre appelée « Le Carlot » près de Saint-Agnant en Charente maritime. Quant à Champlain, il se dira toujours Sieur de Champlain, une terre de la Mayenne. Leber du Carlo a sans doute consulté les cartes de Champlain et s'en est inspiré, les styles se ressemblent. C'est finalement Champlain qui aurait inspiré le travail de Du Carlo et non le contraire, d'autant que du Carlo était beaucoup trop jeune.
En 1623, Champlain est à l'heure des bilans et il n'a toujours pas d'héritier. Toutefois, il a son ami intime, Charles Leber du Carlo qu'il considère comme un fils adoptif et lui porte une affection vraiment particulière. Champlain l'a mis sous sa protection en lui donnant sa maison de la Jarne, héritée de son oncle Guillaume Allène et la vente de sa maison natale.